# Polygala baumii
Polygala baumii är en jungfrulinsväxtart som beskrevs av Gürke. Polygala baumii ingår i släktet jungfrulinssläktet, och familjen jungfrulinsväxter. Inga underarter finns listade i Catalogue of Life.